# 1915 en sport
Cet article présente les faits marquants de l'année 1915 en sport.

## Baseball
- Les Boston Red Sox remportent les World Series face aux Philadelphia Phillies, 4 victoires pour 1 défaite.

## Cricket
- Victoria gagne le championnat australien, le Sheffield Shield.

## Football
- Everton champion d’Angleterre. La poursuite du championnat pendant la guerre provoque un scandale en Angleterre ; les compétitions sont suspendues en fin de saison 1914-1915.
- 24 avril : Sheffield United remporte la Coupe d’Angleterre face à Chelsea, 3-0
- Celtic champion d’Écosse.
- 2 mai : Athletic Bilbao remporte la Coupe d’Espagne face à l’Espanyol de Barcelone, 5-0.
- Genoa champion d’Italie. Le tournoi final est écourté en raison de la guerre, mais la fédération italienne donne le titre au Genoa.
- 9 mai : le Wiener AC s'assure du titre de champion d'Autriche au cours d'une saison courte disputée entre le 28 février et le 18 juillet.
- 30 mai : le Sparta Rotterdam est champion des Pays-Bas en s'imposant 3-0 face au Vitesse Arnhem.
- 6 juin : FC Brühl St-Gall remporte le Championnat de Suisse.

## Football canadien
- Coupe Grey : Tigers de Hamilton 13, Toronto Rowing Association 7.

## Golf
- L’Américain Jerome Travers remporte l’US Open.

## Hockey sur glace
- Les Millionnaires de Vancouver remportent la Coupe Stanley.

## Rugby à XIII
- Huddersfield remporte la Challenge Cup anglaise.
- Huddersfield est champion d’Angleterre.
- Balmain remporte la Winfield Cup, championnat d’Australie.

## Tennis
- 35e édition du championnat des États-Unis.
  - L’Américain Bill Johnston s’impose en simple hommes.
  - L’Américaine Molla Bjurstedt s’impose en simple femmes.

## Naissances
- 15 janvier : Maria Lenk, nageuse brésilienne. († 16 avril 2007).
- 1er février : Stanley Matthews, footballeur anglais († 23 février 2000).
- 22 février : Tjeerd Boersma, athlète néerlandais († 3 juin 1985).
- 26 février : Aldo Boffi, footballeur italien. († 26 novembre 1987).
- 9 avril : Bill Clement, joueur gallois de rugby à XV. († 11 février 2007).
- 26 mai : Srđan Mrkušić, footballeur serbe (gardien de but). L'un des fondateurs de l'Étoile rouge de Belgrade en 1946. († 30 octobre 2007).
- 13 juin : Donald Budge, joueur de tennis américain († 26 janvier 2000).
- 21 juin : Jean Bastien, footballeur français († 8 avril 1969).
- 22 juin : Cornelius Warmerdam, athlète américain († 13 novembre 2001).
- 20 juillet : Ibolya Csák, athlète hongroise, championne olympique du saut en hauteur aux Jeux de Berlin en 1936. († 9 février 2006).
- 1er septembre : Émile Masson, cycliste belge († 2 janvier 2011).
- 7 septembre : Jock Dodds, footballeur écossais († 24 février 2007).
- 23 septembre : Sergio Bertoni, footballeur italien. († 15 février 1995).
- 22 octobre : Jules Bigot, footballeur français († 24 octobre 2007).
- 18 novembre : Alfred Nakache (dit Artem), nageur français. († 4 août 1983).